# Wien Speising
Wien Speising (niem: Haltestelle Wien Speising) – przystanek kolejowy w Wiedniu, w Austrii. Znajduje się na Donauländebahn, w dzielnicy Hietzing, w części zwanej Speising. Do 2002 nazwa przystanku brzmiała Wien Südbahnhof (S-Bahn). Zatrzymują się tutaj pociągi S-Bahn linii S80.

## Linie kolejowe
- Linia Donauländebahn